# 王璒
王璒（1437年—？），字器之，順天府大興縣人，明朝政治人物。進士出身。

## 生平
順天府鄉試第五十七名。天順八年（1464年）甲申科會試第八十一名，殿試登進士第三甲第七名。

## 家族
曾祖父王成。祖父王福順。父亲王勛，曾任教授。